# Liste des communes d'Andalousie

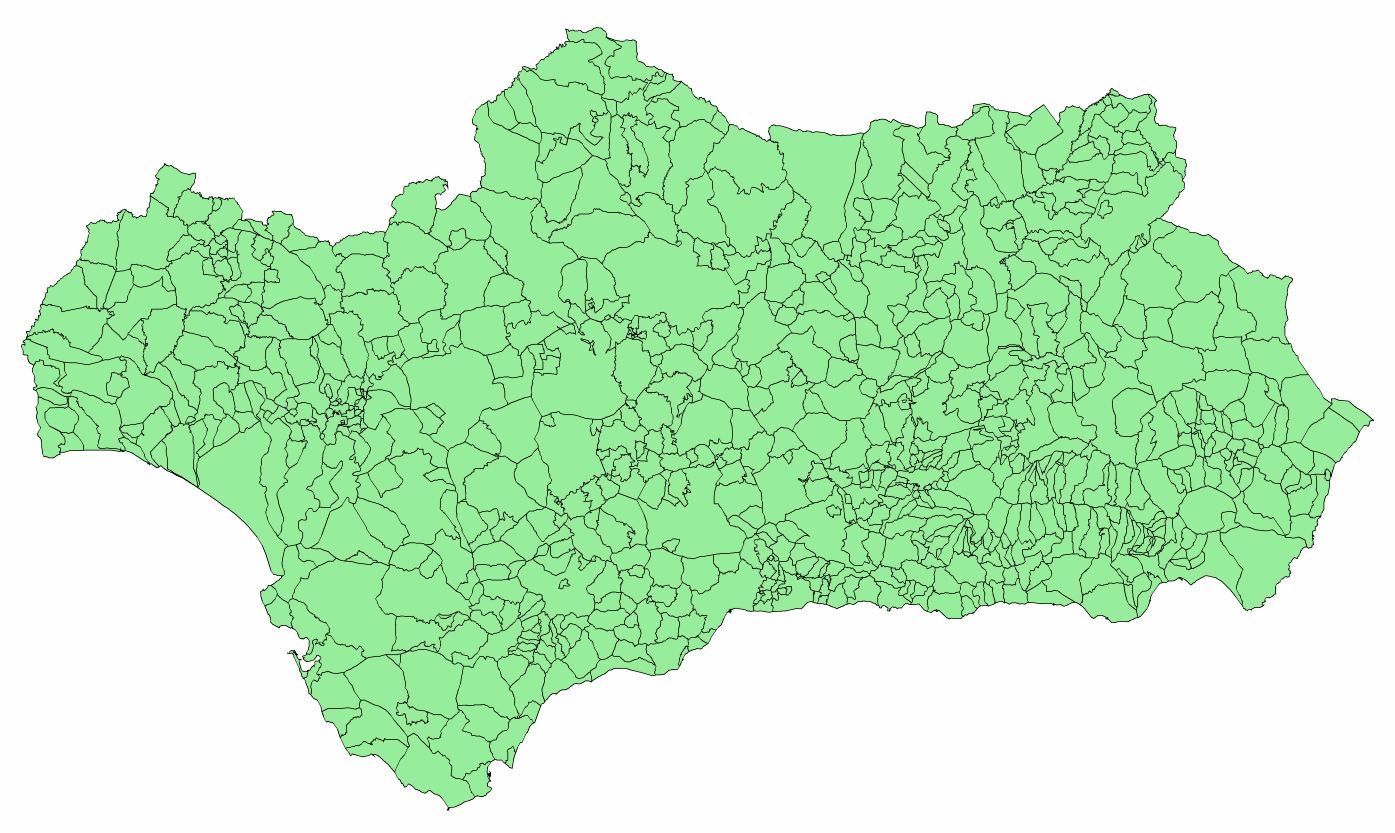
Carte de l'Andalousie, indiquant son découpage en communes (en 2003).

Cet article recense les communes d'Andalousie, communauté autonome d'Espagne.

## Liste
L'Andalousie comporte au total 773 communes, réparties de la façon suivante selon les provinces :
- Almería : 102 communes ;
- Cadix : 44 communes ;
- Cordoue : 76 communes ;
- Grenade : 169 communes ;
- Huelva : 79 communes ;
- Jaén : 97 communes ;
- Malaga : 101 communes ;
- Séville : 105 communes.